# Hans-Jochen Tschiche

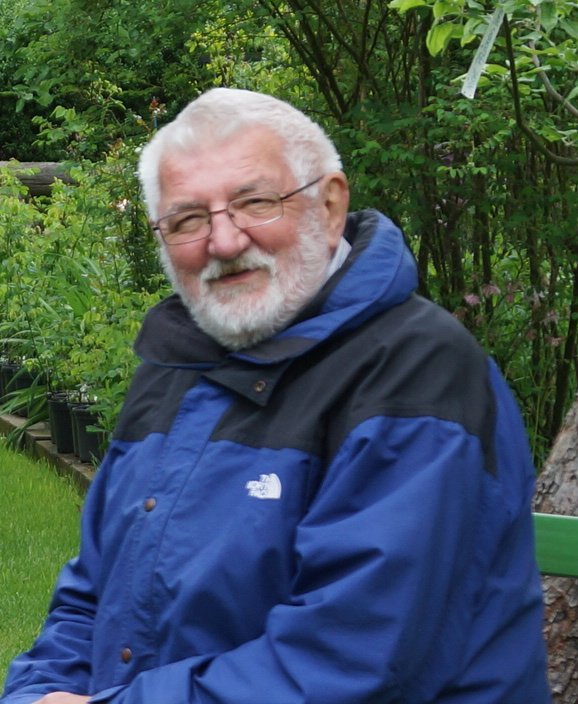
Hans-Jochen Tschiche (2014)

Hans-Jochen Tschiche (* 10. November 1929 in Kossa; † 25. Juni 2015 in Magdeburg) war ein Mitglied der Bürgerrechtsbewegung der DDR und Politiker der Partei Bündnis 90/Die Grünen.

## Leben
Im Jahr 1948 legte Tschiche sein Abitur in Wittenberg ab. Im gleichen Jahr nahm er ein Studium der Evangelischen Theologie in West-Berlin auf, welches er jedoch von 1949 bis 1950 für einen Neulehrerkurs unterbrach. Aus politischen Gründen ausgeschlossen nahm er dann das Studium wieder auf, wobei er sowohl in Ost- als auch in West-Berlin studierte. Von 1956 bis 1958 war er Vikar in Hilmsen.  Seine Ordination erfolgte 1958. Im Dezember 1958 zog er mit seiner Frau Lieselotte geb. Sperhake (* 1928) und seinen beiden Söhnen Wolfram (* 1950) und Andreas (* 1956) nach Meßdorf (DDR). Er war dort bis 1960 als Hilfsprediger tätig und übernahm 1960 die Stelle als Pfarrer, die er bis 1975 bekleidete. Dort wurde seine Tochter Tabea geboren (* 1963). 1968 wandte er sich gegen den Einmarsch der Warschauer-Pakt-Staaten in die ČSSR. Nachdem Tschiche ab 1975 zunächst als Studienleiter an der Evangelischen Akademie Sachsen-Anhalt tätig gewesen war, übernahm er 1978 in Magdeburg die Leitung der Akademie.
In den achtziger Jahren engagierte sich Tschiche in der Friedensbewegung der DDR und war Gründungsmitglied der Bürgerbewegung Neues Forum. Er vertrat das Neue Forum am Runden Tisch des Bezirks Magdeburg. 1990 wurde Tschiche für das Neue Forum in die erste frei gewählte Volkskammer gewählt und war Mitglied des Petitions- und Finanzausschusses. Nach der deutschen Wiedervereinigung war er bis Ende des Jahres 1990 Mitglied des Bundestages. 1990 bis 1998 war Tschiche Fraktionsvorsitzender der Partei Bündnis 90/Die Grünen im neu geschaffenen Landtag von Sachsen-Anhalt. Auch hier gehörte er dem Finanzausschuss an. Darüber hinaus hatte er den Vorsitz des Petitionsausschusses inne. Von 1994 bis 1998 war er Alterspräsident des Landtags und Mitglied des Ältestenrates. Er gilt als ein Vater des von 1994 bis 1998 bestehenden Magdeburger Modells, einer rot/grünen Minderheitsregierung unter Tolerierung durch die PDS.
Tschiche war Ehrenvorsitzender des Landesverbandes Sachsen-Anhalt von Bündnis 90/Die Grünen. Seit Mai 1999 war er Vorsitzender des Vereins Miteinander – Netzwerk für Demokratie und Weltoffenheit in Sachsen-Anhalt e. V. Außerdem war er ebenfalls seit 2009 als Zeitzeuge der Wiedervereinigung am Zeitzeugenportal 20 Jahre Friedliche Revolution und Deutsche Einheit aktiv beteiligt.
Im Februar 2012 äußerte sich Tschiche in der Wochenzeitung Der Freitag ablehnend zur anstehenden Wahl von Joachim Gauck in das Amt des Bundespräsidenten. Gauck habe sich bei einer Preisverleihung mit den Geschwistern Scholl vergleichen lassen „und wurde noch nicht einmal schamrot“. Er habe niemals zur DDR-Opposition gehört, deren Akteure man im heutigen Sprachgebrauch Bürgerrechtler nenne. Er verließ laut Tschiche erst Ende 1989 die schützenden Mauern der Kirche und reise „ohne Skrupel“ auf dem Ticket Bürgerrechtler durch die politische Landschaft. Der öffentlichen Einschätzung Tschiches, Gauck sei kein Bürgerrechtler, wird jedoch von anderer Seite widersprochen.

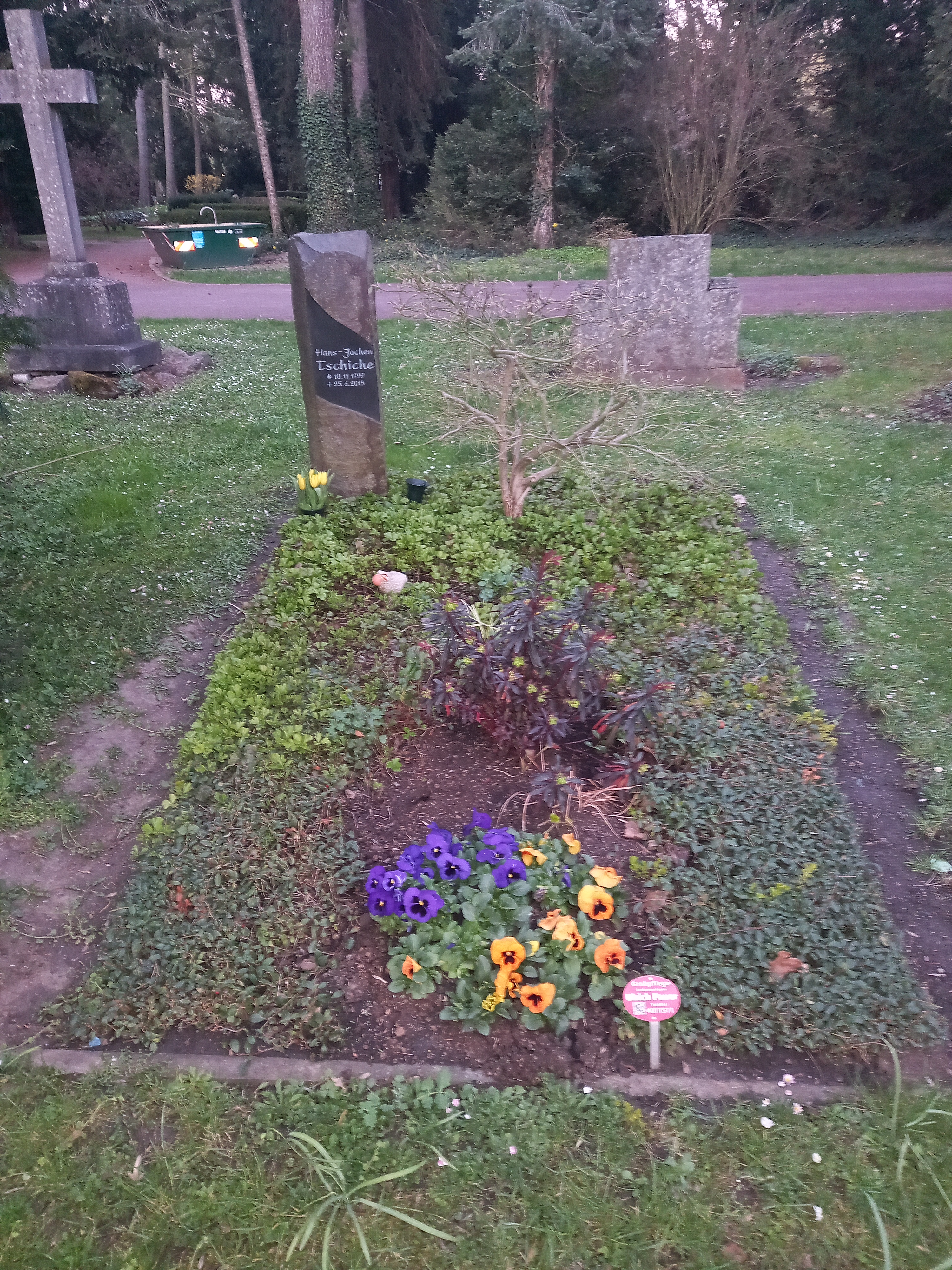
Das Grab von Hans-Jochen Tschiche auf dem Westfriedhof (Magdeburg)

Hans-Jochen Tschiche, der längere Zeit in Samswegen nördlich von Magdeburg lebte und zuletzt in Satuelle bei Haldensleben wohnte, starb nach längerer Erkrankung im Juni 2015 im Alter von 85 Jahren in Magdeburg.

## Ehrungen
Tschiche war Träger des Bundesverdienstkreuzes 1. Klasse und des Nationalpreises der deutschen Nationalstiftung.

## Familiäres
Hans-Jochen Tschiche war der Bruder von Klaus-Dieter Tschiche und Vater von Wolfram Tschiche und zweier weiterer Kinder.

## Schriften
- Grass, Günter; Höppner, Reinhard; Tschiche, Hans-Jochen: Rotgrüne Reden, Steidl Verlag, Göttingen 1998, ISBN 978-3-88243-596-2.
- Nun machen Sie man, Pastorche!, Mitteldeutscher Verlag Halle (Saale) 1999, ISBN 978-3-932776-90-8.
- Boykottnest. Die Evangelische Akademie Sachsen-Anhalt im Visier der DDR-Staatsmacht. Mitteldeutscher Verlag, Halle (Saale) 2008, ISBN 978-3-89812-574-1.